# Biblioteca comunale Tommaso Bordonaro
La Biblioteca comunale Tommaso Bordonaro di Bolognetta è stata istituita nel 1978.

## Storia
La biblioteca è stata aperta al pubblico nel 1982, nei locali siti in Piazza caduti in guerra. Nel 1998 essa fu trasferita nei nuovi locali siti in Via Vittorio Emanuele n°81 più ampi e confortevoli. Nell'anno 2001 la biblioteca comunale fu intitolata a Tommaso Bordonaro, contadino e scrittore autodidatta bolognettese, emigrato negli USA, autore del libro La spartenza vincitore per i diari inediti del premio annuale di Pieve Santo Stefano, pubblicato da Einaudi e di recente dall'editore Navarra.

## Sezioni
Al fine di meglio rispondere alle esigenze dell'utenza, la biblioteca comunale si articola nelle seguenti sezioni:
1. Sezione Consultazione, con numerosi dizionari enciclopedici e tematici aggiornati.
2. Sezione Biblioteca per ragazzi e ludoteca.
3. Sezione Videoteca
4. Sezione linguistica di inglese e spagnolo.
5. Sezione Beni Etno-antropologici (Casa Museo).

La biblioteca vanta un patrimonio di più di 22 500 tra libri e riviste, è un importante luogo di cultura e promozione alla lettura e al sapere, non solamente per tutti i cittadini di Bolognetta, ma anche per i paesi del circondario ed è divenuta nel tempo un vero e proprio centro polivalente.
Consta di una sezione ragazzi dotata di più di 3000 volumi, di una ricchissima sezione periodici (attualità, storia, viaggi, cucina, etc.) e di un'importante ludoteca, con vari giochi didattici e testi anche per piccolissimi lettori, dell'archivio storico, di una videoteca con più di 2000 fra DVD e video cassette, di una fototeca e di collegamento internet, anche a disposizione degli utenti.
Nelle spaziose e ordinate sale della Biblioteca vengono allestite mostre ed organizzati convegni, presentazioni di libri, incontri periodici con poeti e scrittori, videoproiezioni e cineforum.
Dal 2008 ospita le attività didattiche (corsi di pittura, manualità, salute e benessere, storia, inglese, informatica, etc.) dell'Università Popolare Bolognettese che conta circa 70 soci.
Di notevole spessore le opere di carattere enciclopedico (Treccani, UTET, Rizzoli) e molto curata e aggiornatissima la dotazione delle opere sia di narrativa contemporanea italiana e straniera che saggistica, con particolare riguardo al tema della criminalità mafiosa e dei fenomeni migratori.
D'estate poi, diviene sede di attività ludico-ricreative per i bambini della fascia d'età compresa tra i 6 e i 14 anni, che vengono coinvolti in attività di animazione e drammatizzazione, di lettura, giochi didattici e di società, visione di videocassette a tema, il tutto con l'assistenza e la partecipazione del personale della Biblioteca, appuntamento questo che si rinnova di anno in anno e che riscuote sempre un notevole successo, con più di un centinaio di ragazzi.

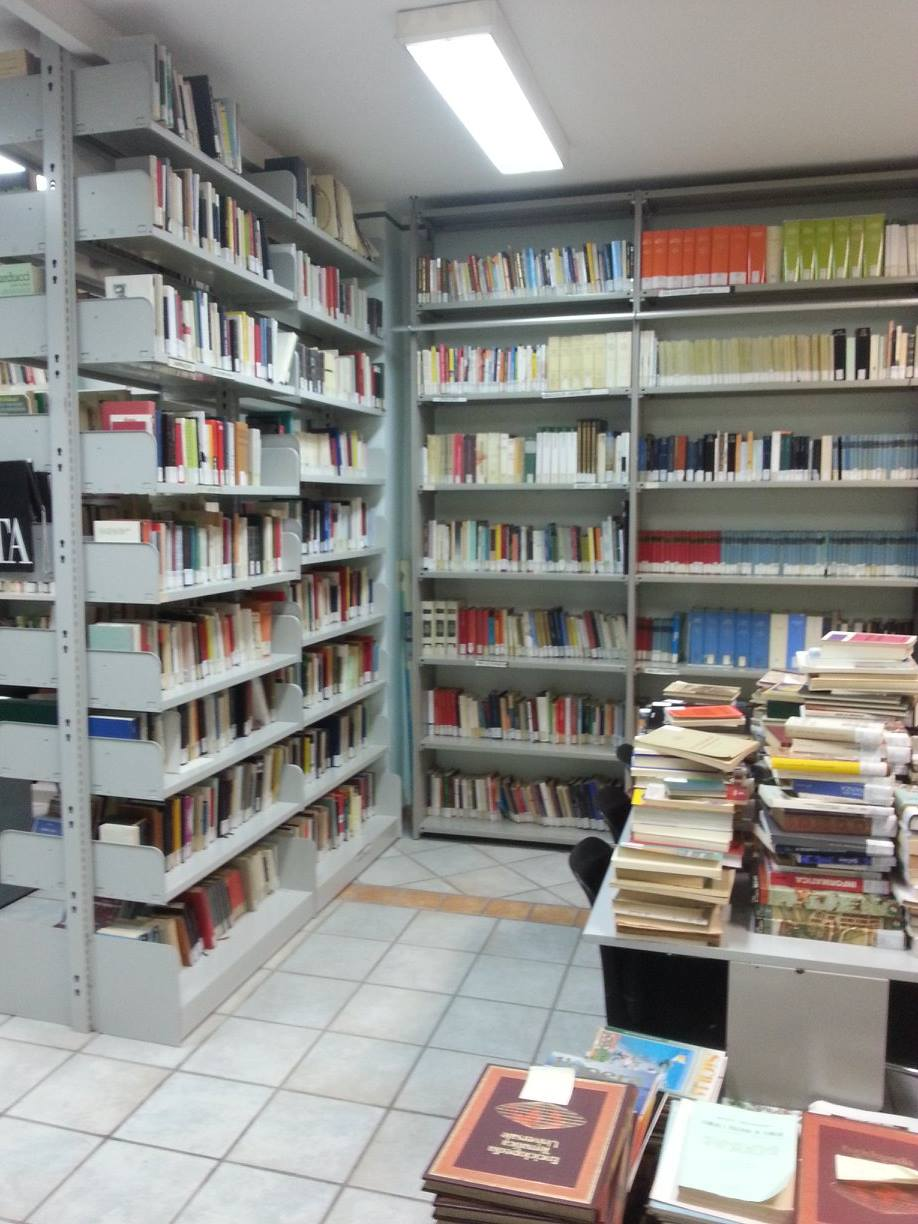
Una sezione della Biblioteca

## Donazioni
Tra le numerose donazioni merita una menzione a parte quella del prof. Tommaso Romano il quale, nella qualità di presidente della Casa Editrice Thule Cultura ha donato (al 2013) circa 1000 libri. Il Comune ha all'uopo istituito nel 2008, all'interno dei locali della biblioteca, un apposito "Fondo Thule Cultura" per accogliere e dare idonea visibilità ai volumi via via donati dal prof. Tommaso Romano, la cui famiglia è originaria di Bolognetta.
Altra cospicua donazione degna di menzione è quella avvenuta ad opera della sig.ra Vita Arena, la quale, nella qualità di erede del prof. Giovanni Arena ha donato alla biblioteca circa 900 pubblicazioni tra opere di narrativa, saggistica, enciclopedie e libri per ragazzi, appartenuti al defunto padre.